# Stonyford (Kalifornija)
Stonyford je naseljeno područje za statističke svrhe u američkoj saveznoj državi Kalifornija. Prema popisu stanovništva iz 2010. u njemu je živjelo 149 stanovnika.